# Fjellskäfte (naturreservat)
Fjellskäfte är ett naturreservat i Katrineholms kommun i Södermanlands län.
Området är naturskyddat sedan 2003 och är 29 hektar stort. Reservatet sträcker sin mellan sjöarna Lören och Gålsjön och består av barrskog på en rullstensås.

## Galleri

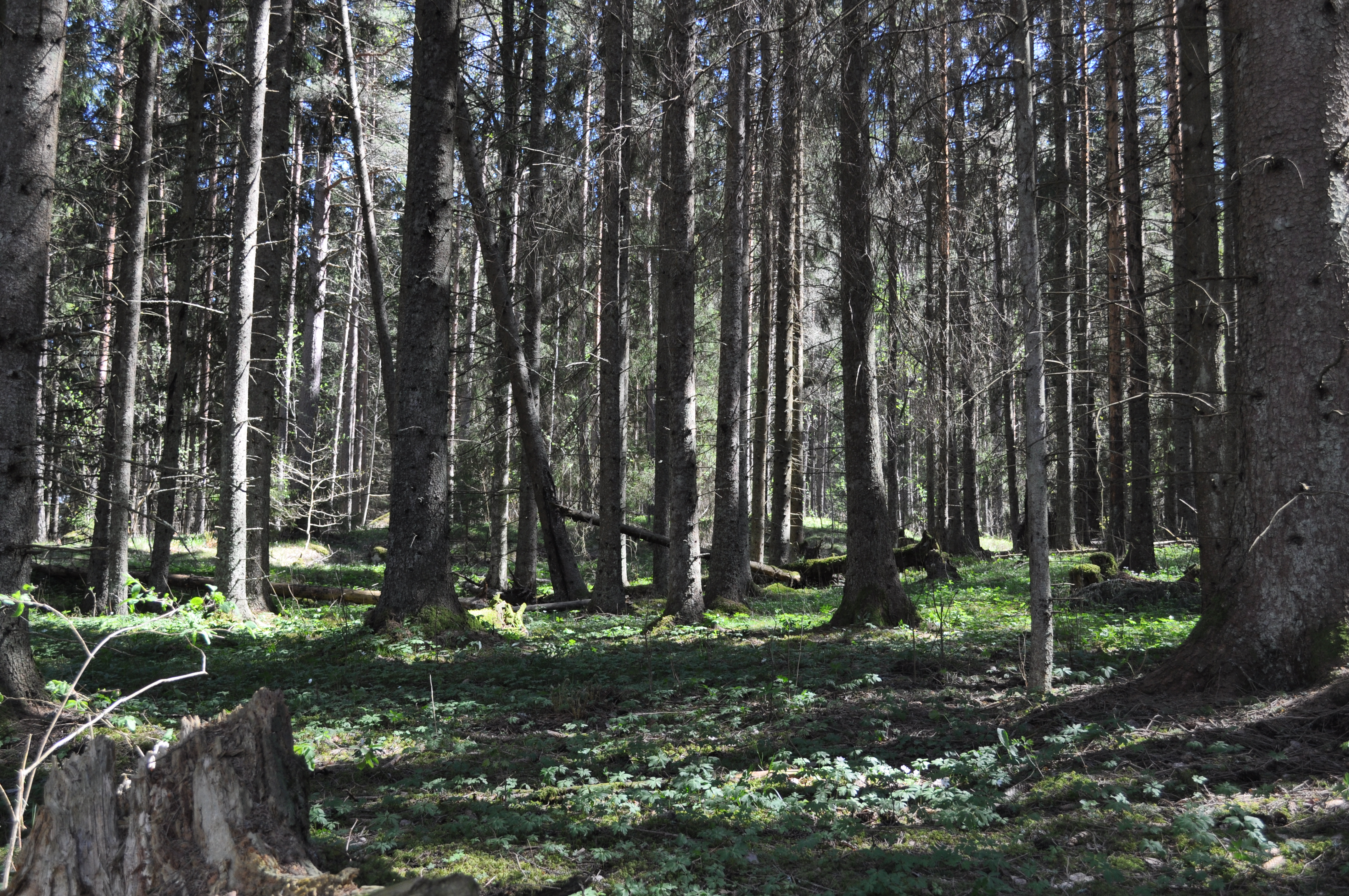
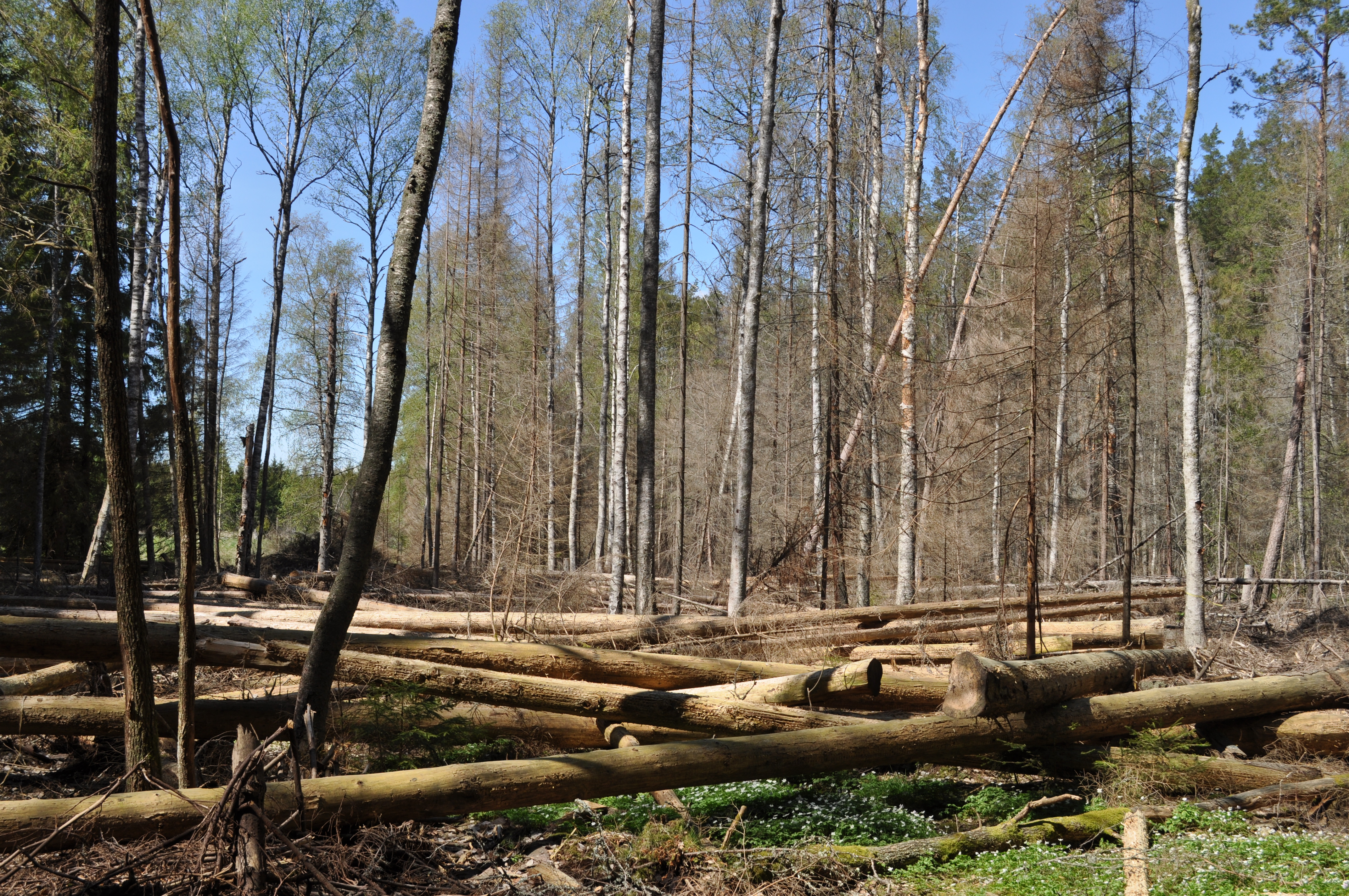
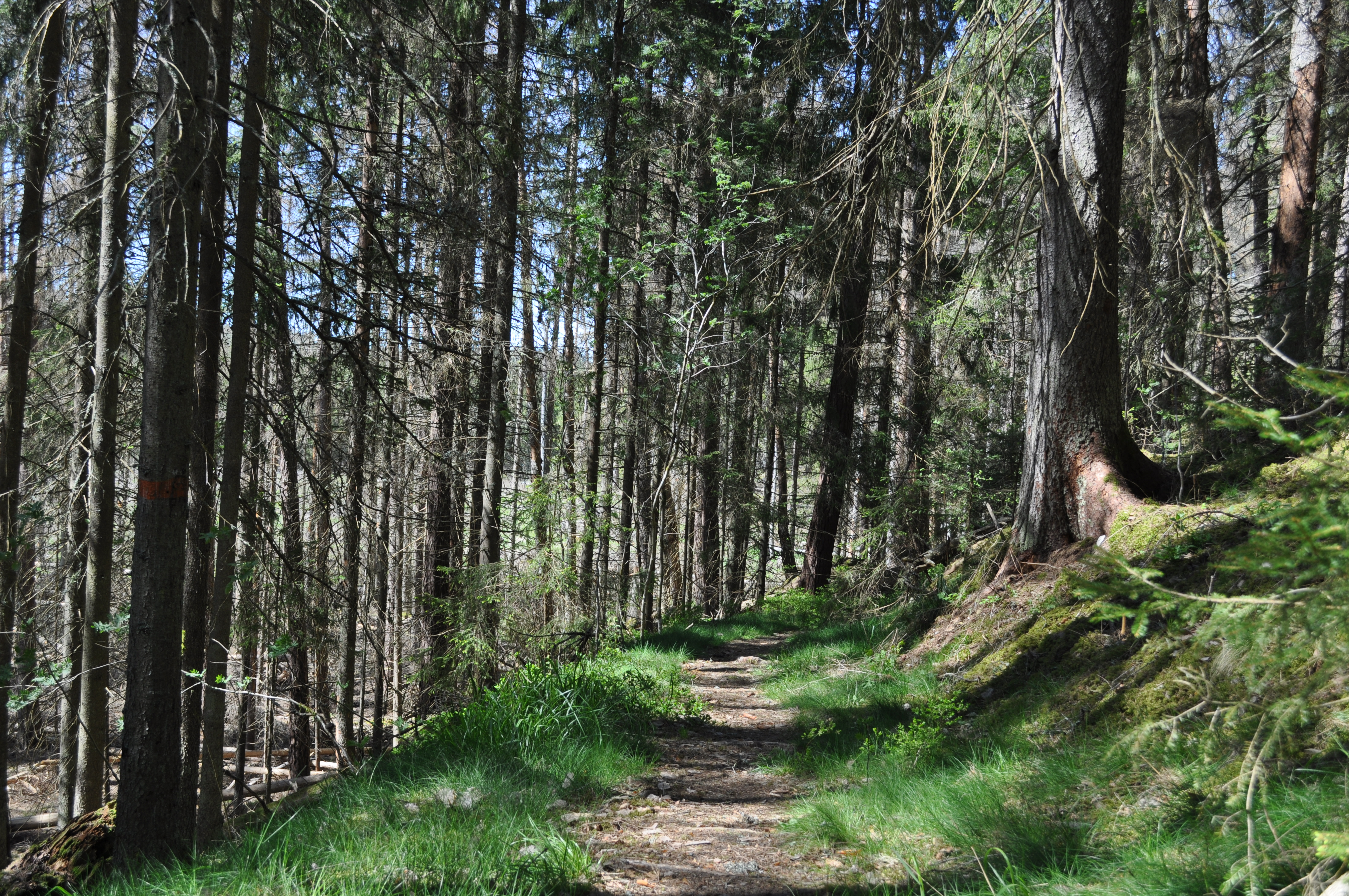
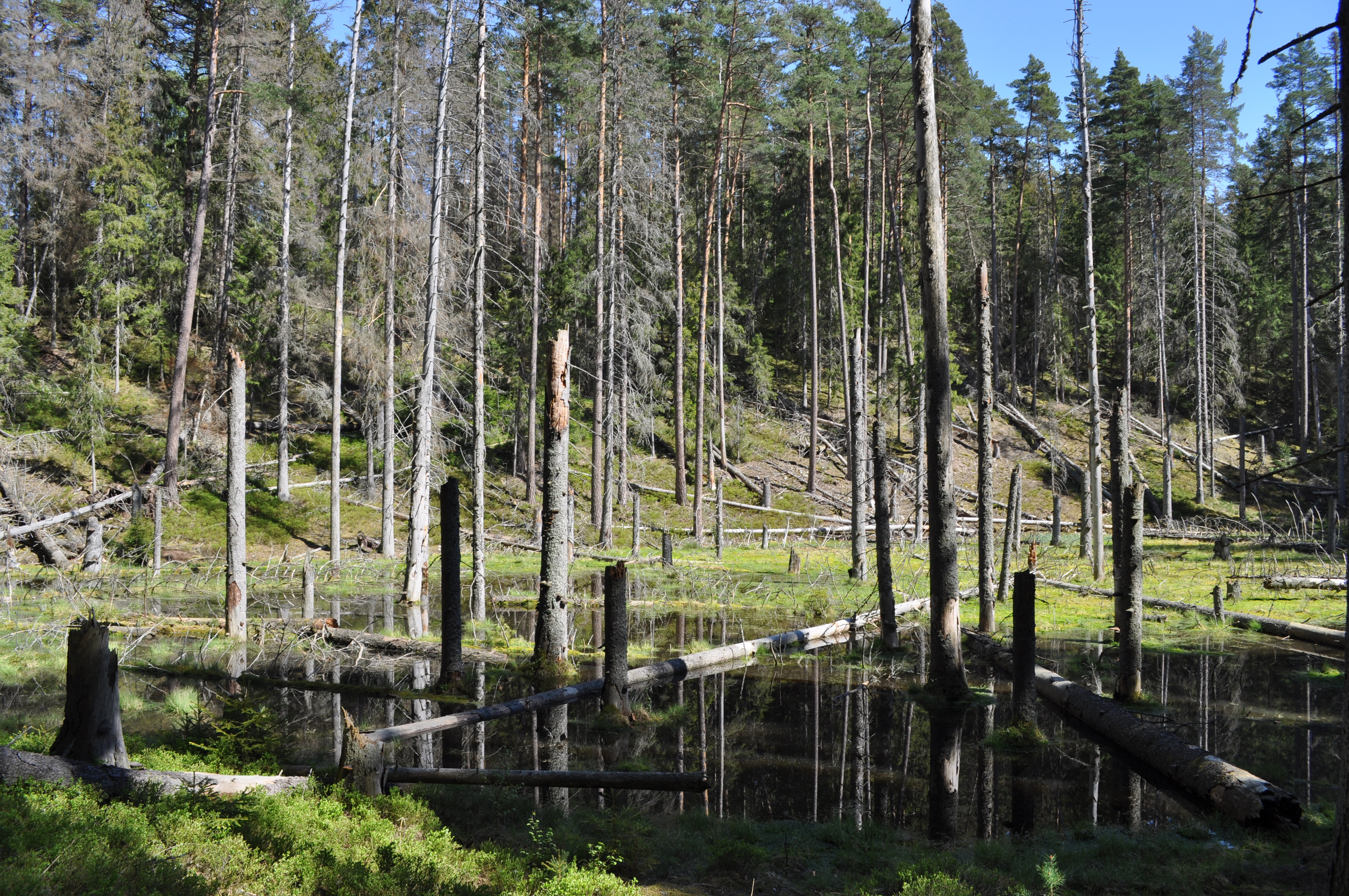